# João Ameal
João Francisco de Barbosa Azevedo de Sande Aires de Campos (Santa Cruz, Coimbra, 23 de fevereiro de 1902 – Lisboa, 23 de setembro de 1982), conhecido com o pseudónimo literário João Ameal, foi um jornalista, escritor, político e historiador português.
A sua História de Portugal, um trabalho multi-volume publicado pela primeira vez em 1941 foi galardoada com o Prémio Alexandre Herculano, em 1943.

## Biografia
João Francisco de Barbosa Azevedo de Sande Aires de Campos ou João Ameal nasceu a 23 de fevereiro de 1902, na freguesia de Santa Cruz, concelho de Coimbra.
Era o 2.º visconde e 3.º conde do Ameal.
Era filho de João de Sande Magalhães Mexia Aires de Campos, 2.º conde do Ameal, nascido em Coimbra e diplomata de carreira, que estivera destacado nos Países Baixos, e com ligações ao Partido Regenerador e, depois, à Dissidência Progressista, e de Maria Benedita Falcão Barbosa de Azevedo e Bourbon. 
Neto do famoso humanista e colecionador de arte João Maria Correia Ayres de Campos, 1.º Conde do Ameal.[carece de fontes?]
Desde tenra idade viverá em Lisboa, onde o seu pai integra o governo de Hintze Ribeiro de 1903 enquanto secretário do ministro dos Negócios Estrangeiros, Venceslau de Lima – e de onde, em 1908, na sequência da sua participação na “Intentona do Elevador da Biblioteca” (tentativa abortada de golpe revolucionário para derrubar João Franco), será forçado a partir para o exílio, na Galiza.
Licenciado em 1921, em Direito, pela Universidade de Lisboa.
A 23 de Setembro de 1982, João Ameal morreu em Lisboa.

### Político
Como político, cedo se tinha revelado como um militante monárquico tradicionalista juntando-se, em 1923, ao chamado "Grupo dos Cinco" que, não seguindo a rutura do Integralismo com D. Manuel II de Portugal, ajudou a criar a Acção Realista Portuguesa.
Manteve sempre a ligação a António Sardinha, cujo pensamento o continuará a influenciar ao longo da vida. Regressa ao IL já após a morte daquele, no final da década de 1920, colaborando na revista Integralismo Lusitano – Estudos Portugueses durante dois anos (entre 1931 e 1933).
Acompanha Francisco Rolão Preto na experiência do Nacional-Sindicalismo. Também por ali a sua passagem será breve, integrando, com Manuel Múrias, a dissidência que estará na base da criação da Acção Escolar Vanguarda. Tornar-se-á um dos principais ideólogos do novo regime: é autor, por exemplo, do cartaz Decálogo do Estado Novo, de 1934, e, nesse mesmo ano, indicado por António Ferro para a secção portuguesa dos efémeros Comités para a Acção da Universidade de Roma.
Foi membro da Junta Central da Legião Portuguesa, chegando a dirigir o seu Boletim.
Foi deputado à Assembleia Nacional em 4 legislaturas (III, IV, V e VI, 1942–1957).
Terminado o seu percurso na Assembleia Nacional foi ainda, entre 1957 e 1961, procurador à Câmara Corporativa na VII Legislatura.

### Colaborador na Imprensa
Na área da imprensa, encontra-se colaboração da sua autoria nas revistas:
Integralismo Lusitano – Estudos Portugueses (já referida), Contemporânea [1915]–1926, O Domingo Ilustrado (1925–1927), Ilustração iniciada em 1926, na Mocidade Portuguesa Feminina: boletim mensal (1939–1947) e no Boletim do Sindicato Nacional dos Jornalistas  (1941–1945).

### Obra histórica
Publicou mais de duas dezenas de livros e deixou vasta obra no domínio da historiografia, da ficção e da crítica:
- S. Tomás de Aquino. Iniciação ao Estudo da sua Figura e da sua Obra (1938) pref. de Jacques Maritain, Porto, Livraria Tavares Martins
- De D. João V a D. Miguel (1939), Porto, Livraria Tavares Martins.
- A Revolução Tomista (1952)
- História de Portugal das origens até 1940
- Setúbal: sete séculos de história
- Perspectivas da história
- Santos portugueses
- Obreiros de quatro impérios (1958)

## Homenagens
Em 30 de Janeiro de 1965 foi feito Grande-Oficial da Ordem Militar de Cristo. A investidura aconteceria no Salão Nobre do Palácio da Foz, em Lisboa.
Em 30 de Junho de 1971 foi feito Grande-Oficial da Ordem Militar de Sant'Iago da Espada.